# Haven Moses
Haven Christopher Moses (Los Angeles, 27 luglio 1946) è un ex giocatore di football americano statunitense che ha militato nel ruolo di wide receiver nella National Football League (NFL).

## Carriera
Moses al college giocò a football alla San Diego State University sotto la direzione dell'allenatore Don Coryell. Fu scelto come nono assoluto nel Draft NFL 1968 dai Buffalo Bills. Nel corso della sua quinta stagione fu scambiato a metà ottobre con i Denver Broncos per il wide receiver Dwight Harrison. Moses fu convocato per l'All-Star Game della AFL nel 1969 e per il Pro Bowl nel 1973. Fu un membro chiave della squadra dei Broncos del 1977, segnando due touchdown nella finale di conference  che qualificò la squadra per il Super Bowl XII.
Alla stagione 2019, Moses detiene ancora due record dei Broncos: miglior media per ricezione in carriera (18,05) e maggior numero di touchdown su ricezione in una gara di playoff (2).

## Palmarès

### Franchigia
- American Football Conference Championship: 1

Denver Broncos: 1977

### Individuale
- Convocazioni al Pro Bowl: 2

1969, 1973
- Broncos Ring of Fame
- Numero 25 ritirato dai San Diego State Aztecs